# Lucy Scott
Lucy Scott (* 19. Januar 1971 in Stradsett, Norfolk) ist eine britische Theater- und Filmschauspielerin.

## Leben
Lucy Scott ließ sich in London an der Central School of Speech and Drama zur Schauspielerin ausbilden. Im Jahr 1993 stand sie für den Fernsehfilm Micky Love erstmals vor der Kamera. In dem vielgerühmten BBC-Mehrteiler Stolz und Vorurteil, einer Adaption des gleichnamigen Romans von Jane Austen, spielte sie 1995 die Rolle der Charlotte Lucas neben Jennifer Ehle und Colin Firth. Es folgten weitere Auftritte in Fernsehproduktionen, darunter die Fernsehserien Inspector Lynley (2002) und  Spooks – Im Visier des MI5 (2006). Auch stand sie mehrfach auf der Theaterbühne, so etwa 1999 in der Bühnenadaption von Austens Emma am Londoner Tricycle Theatre und in Things We Do for Love am Belgrade Theatre in Coventry sowie 2004 in The Dice House am Arts Theatre in London. Scott ist ferner als Sprecherin von Hörbüchern tätig. Zu diesen Arbeiten zählen unter anderem Adaptionen von Charlotte Brontës Jane Eyre und Princess Margaret: A Life Unravelled von Tim Heald.
Mit ihrem Mann, dem Schauspieler Alistair Petrie, hat Scott drei Söhne. Der erste gemeinsame Sohn wurde im Jahr 2000 geboren; die beiden jüngeren Söhne kamen 2003 als Zwillinge zur Welt. In ihrer Freizeit nimmt Scott regelmäßig an Schwimmveranstaltungen teil, wie den Surrey County Masters Championships im Jahr 2011. Im Jahr 2007 war sie mit ihrem Mann bereits durch den Ärmelkanal geschwommen, um Spenden für eine neue Geburtsstation des Chelsea and Westminster Hospital in London zu sammeln.

## Filmografie (Auswahl)
- 1993: Micky Love (TV-Film)
- 1995: Stolz und Vorurteil (Pride and Prejudice) (TV-Miniserie)
- 2000: Hearts and Bones (TV-Serie, eine Folge)
- 2002: Inspector Lynley (The Inspector Lynley Mysteries) (TV-Reihe, eine Folge)
- 2003: Perks (Kurzfilm)
- 2005: Tom Brown’s Schooldays (TV-Film)
- 2006: Elizabeth David: A Life in Recipes (TV-Film)
- 2006: Rosemary & Thyme (TV-Serie, eine Folge)
- 2006: Spooks – Im Visier des MI5 (Spooks) (TV-Serie, eine Folge)
- 2015: The Law of Moments (Kurzfilm)